# Erich Wiesner (Künstler)
Erich Wiesner (* 1939 in Werneck) ist ein deutscher Bildhauer und Künstler, der vor allem durch seine Farbgestaltung öffentlicher Bauwerke von Steidle bekannt wurde. Er bezeichnet sich selbst ironisch als „Färber“.

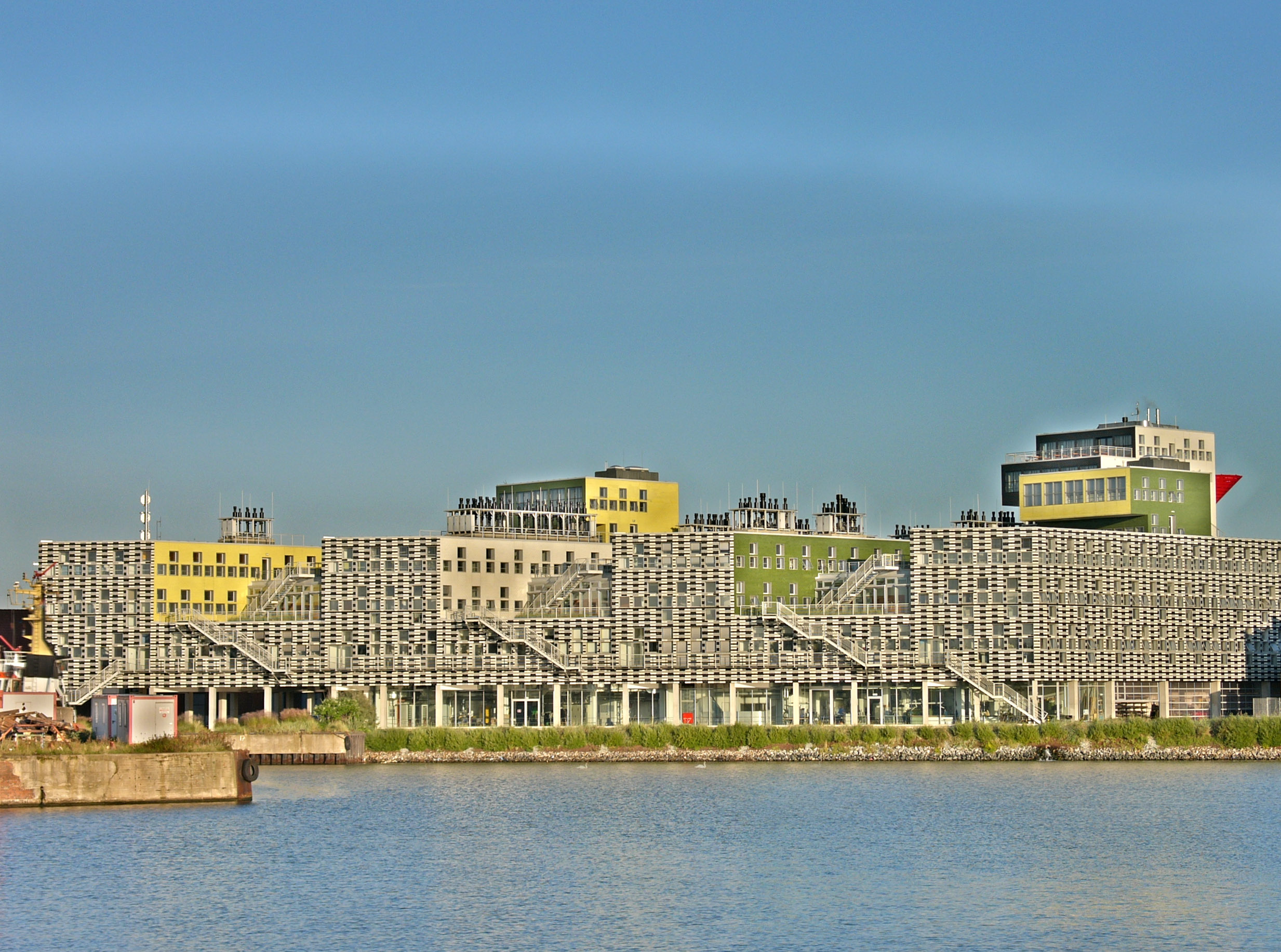
Alfred-Wegener-Institut, Bremerhaven

## Werdegang

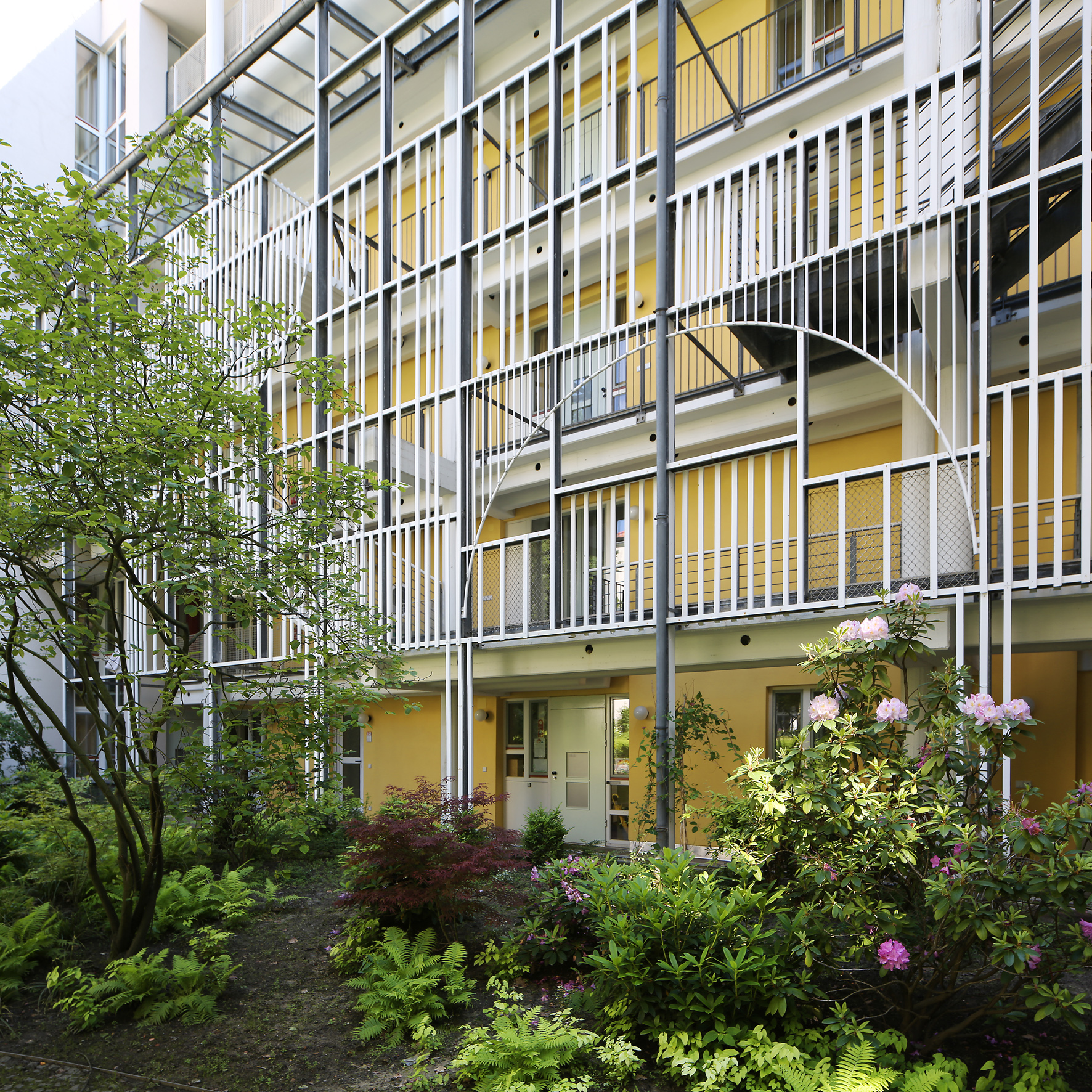
IBZ Berlin Rankgerüst zum Hof

Wiesner erlangte ein Diplom an der Meisterschule für Graphik und Buchgewerbe in Berlin und studierte Bildhauerei an der Hochschule der Künste Berlin. Seit 1968 wirkt er als freischaffender Künstler und kooperierte dabei mit verschiedenen Architekten. Insbesondere arbeitete er über 20 Jahre mit dem Münchner Architekten Otto Steidle zusammen.
Wiesner lebt und arbeitet in Berlin.

## Werke

### Skulpturen

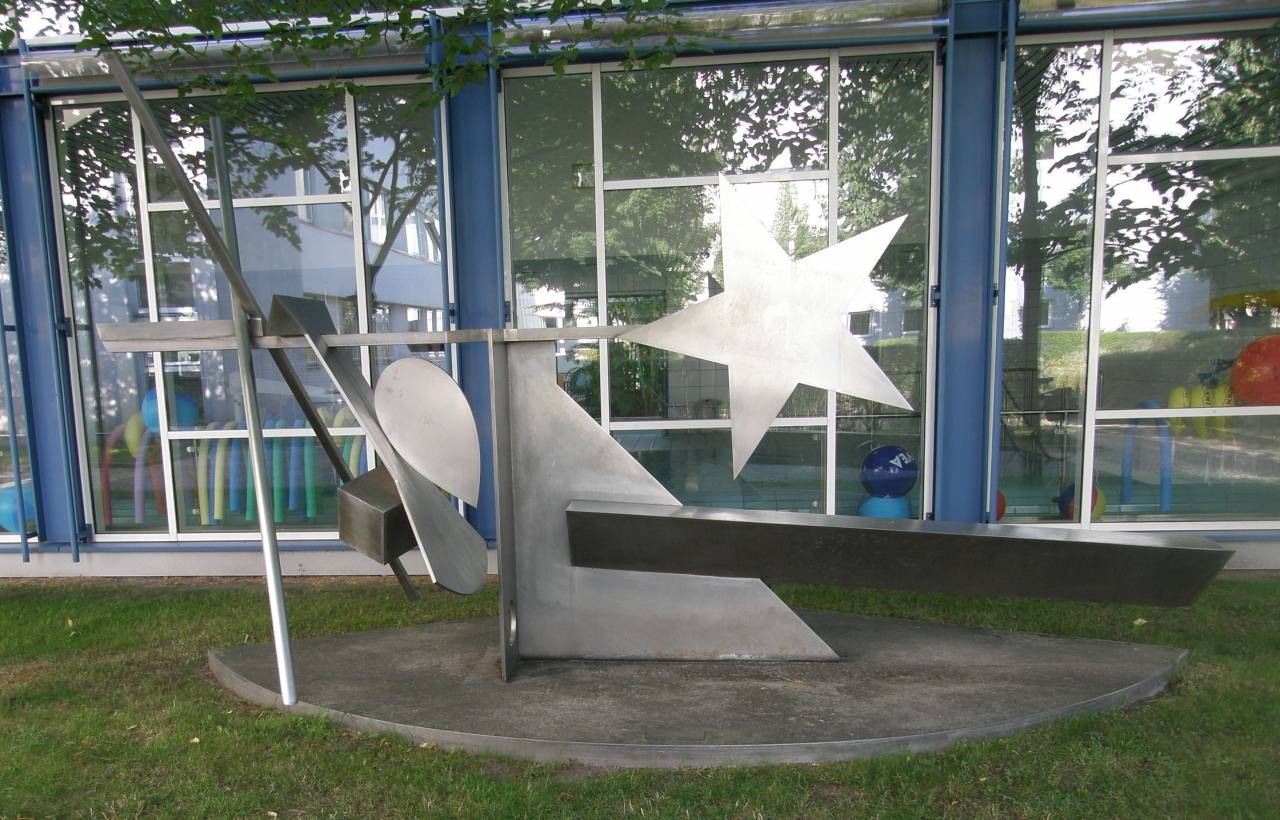
MiXmAl, Skulpturengarten AVK

- 1981: MiXmAL im Skulpturengarten AVK, Berlin-Schöneberg[3]
- 1989: Windspiel – oder Studie über das Selbst im Skulptour Bietigheim-Bissingen, Baden-Württemberg
- Halbkugel, Bielefeld[4]
- Caro 7, Schloss Königsbrück[5]

### Farbgestaltung
Für Steidle + Partner:
- 1983: IBZ Berlin

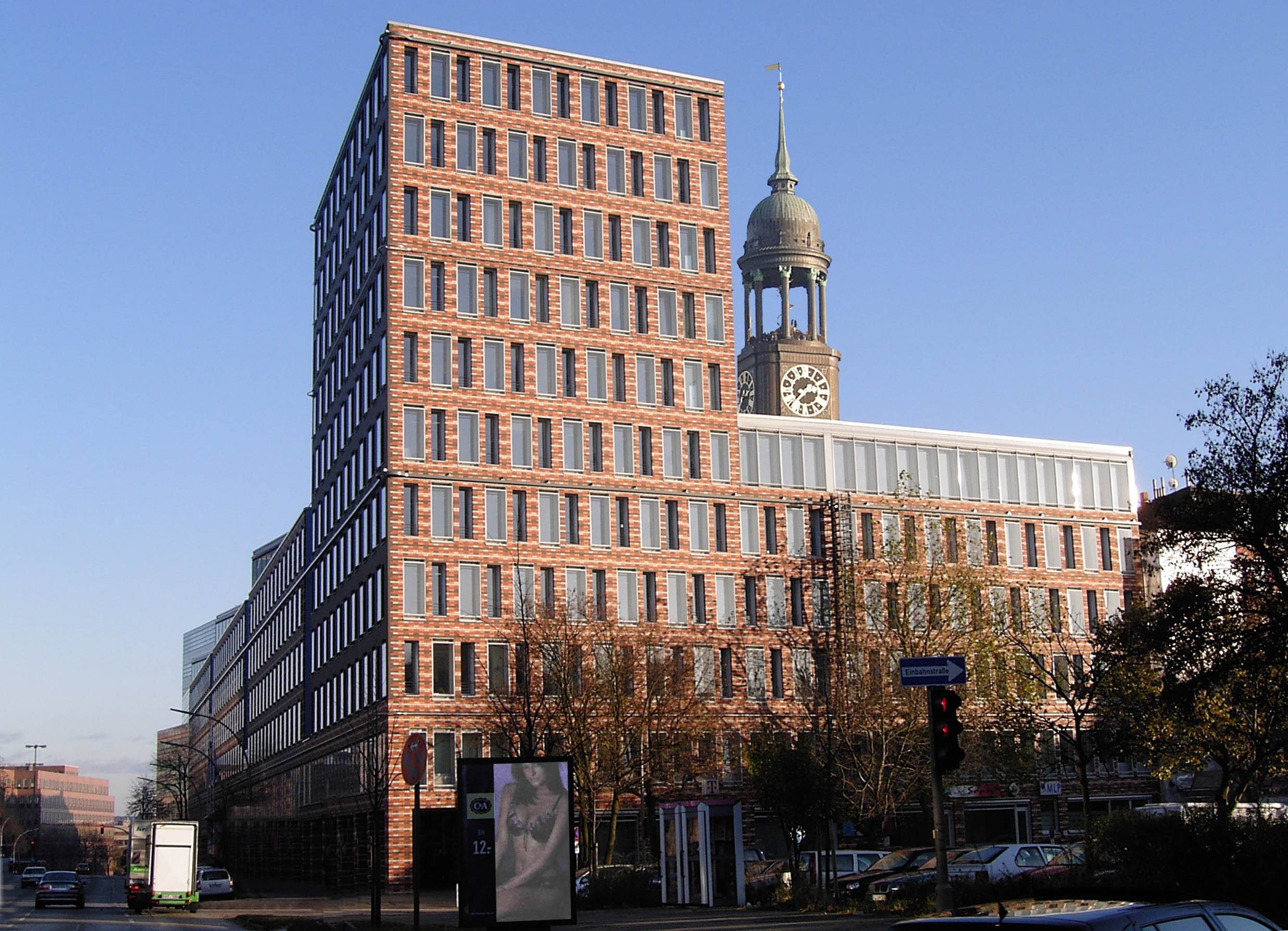
KMP Bürogebäude, Hamburg

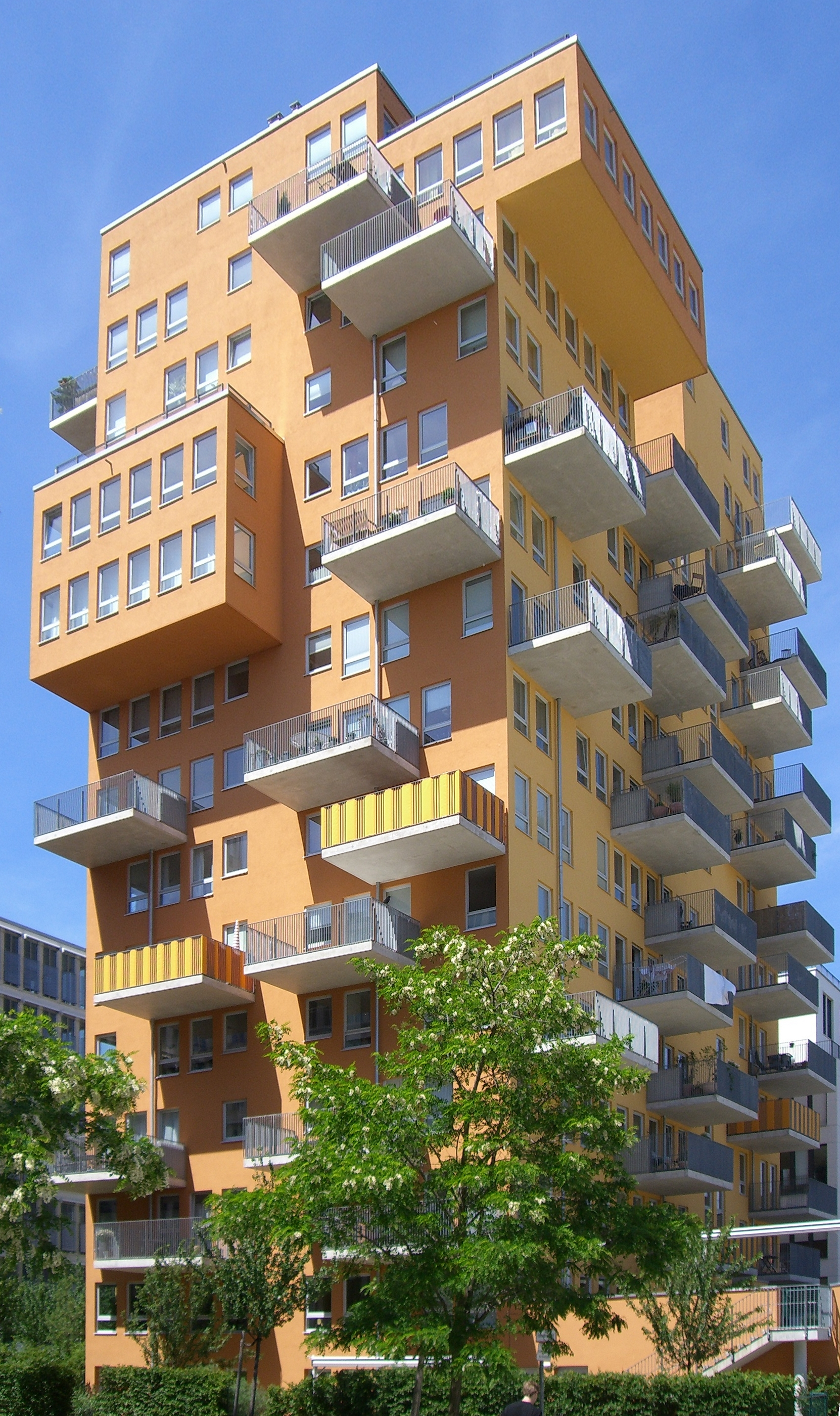
Theresienhöhe, München

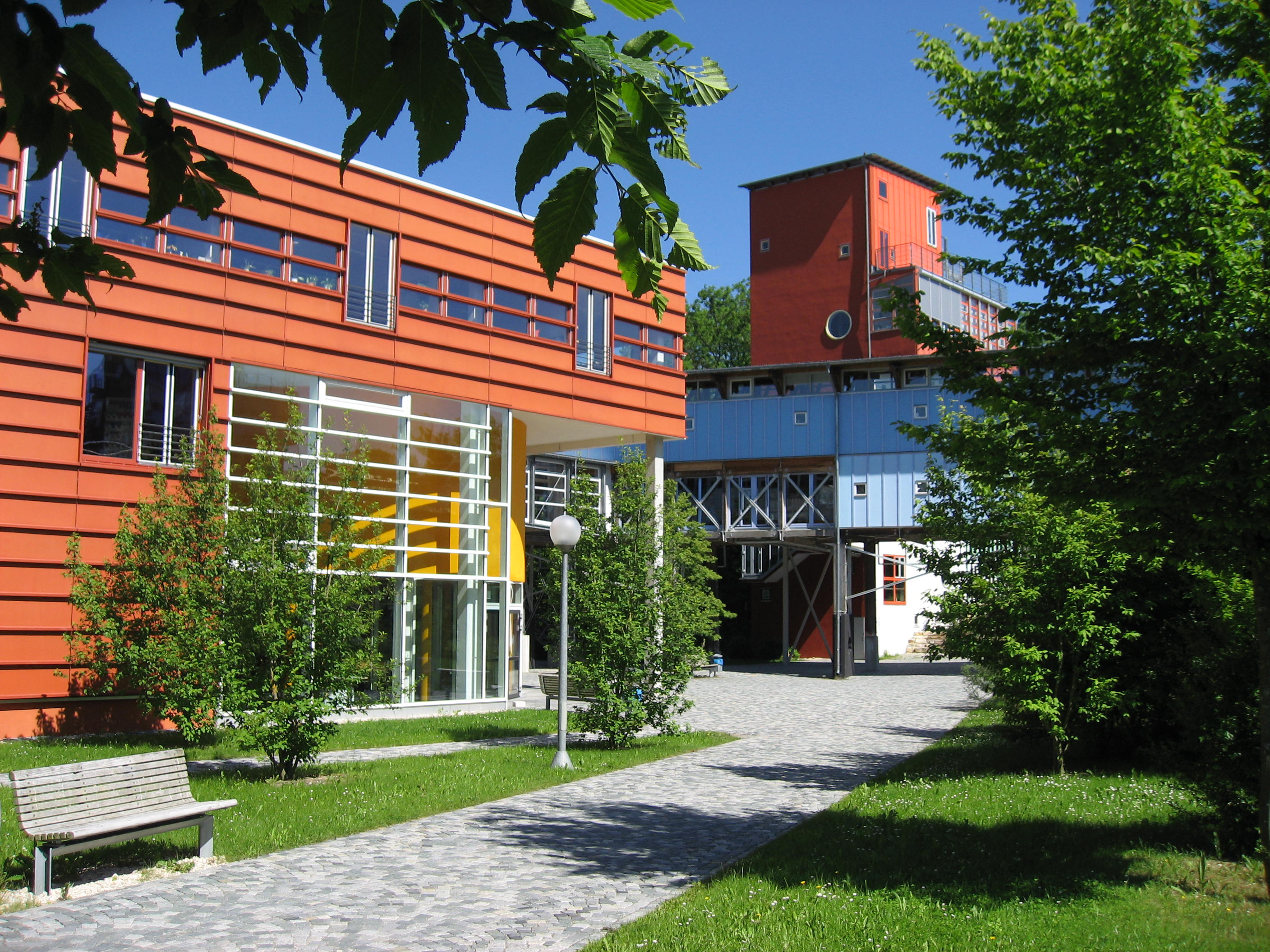
Kommunikations- und Informationszentrum, Ulm

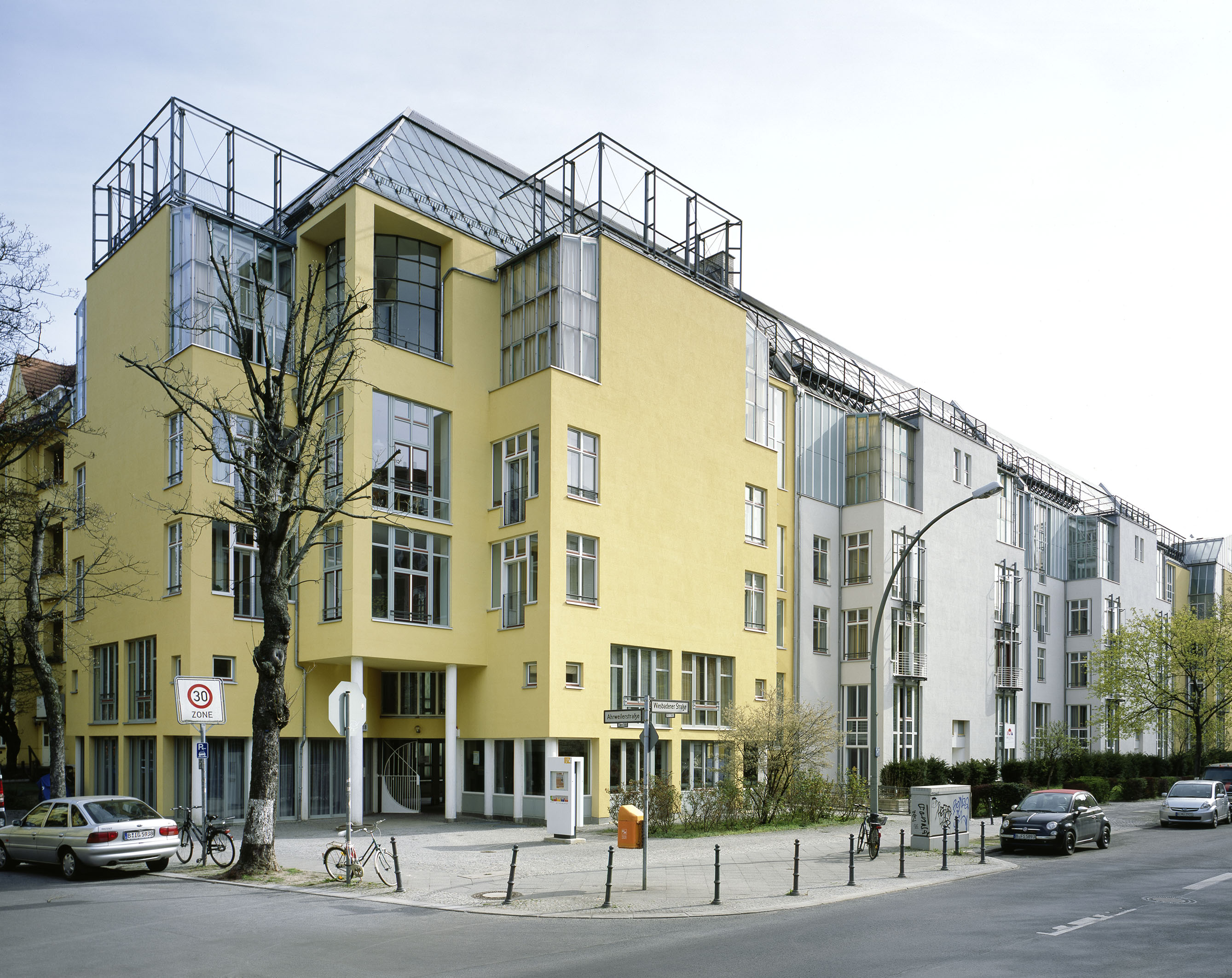
IBZ Berlin

- 1991: Universität West Ulm mit Landschaftsarchitekt Peter Latz[6]
- 1985–1993: Wohnbebauung, Wienerberg mit Otto Häuselmayer und Günther Oberhofer
- 1994: Wohnbebauung, Mainz-Lerchenberg
- 1993–1995: Hauptverwaltung der De-Te-Mobil, Bonn mit Peter Latz
- 1997: Wohnanlage der Wacker Pensionskasse, München[7]
- 2000: Kommunikations- und Informationszentrum, Ulm[8]
- 2000: Technische Hochschule Wildau
- 2002: KPMG Firmengebäude Michaelis-Quartier, Hamburg
- 2002: KPMG Firmengebäude Theresienhöhe, München
- 2002: Wohngebäude Theresienhöhe, München
- 2004: Erweiterungsbau für das Alfred-Wegener-Institut für Polar- und Meeresforschung, Bremerhaven[9]
- 2005: Wohngebäude, Frankfurt Westhafen[10]

Für Behnisch + Partner:

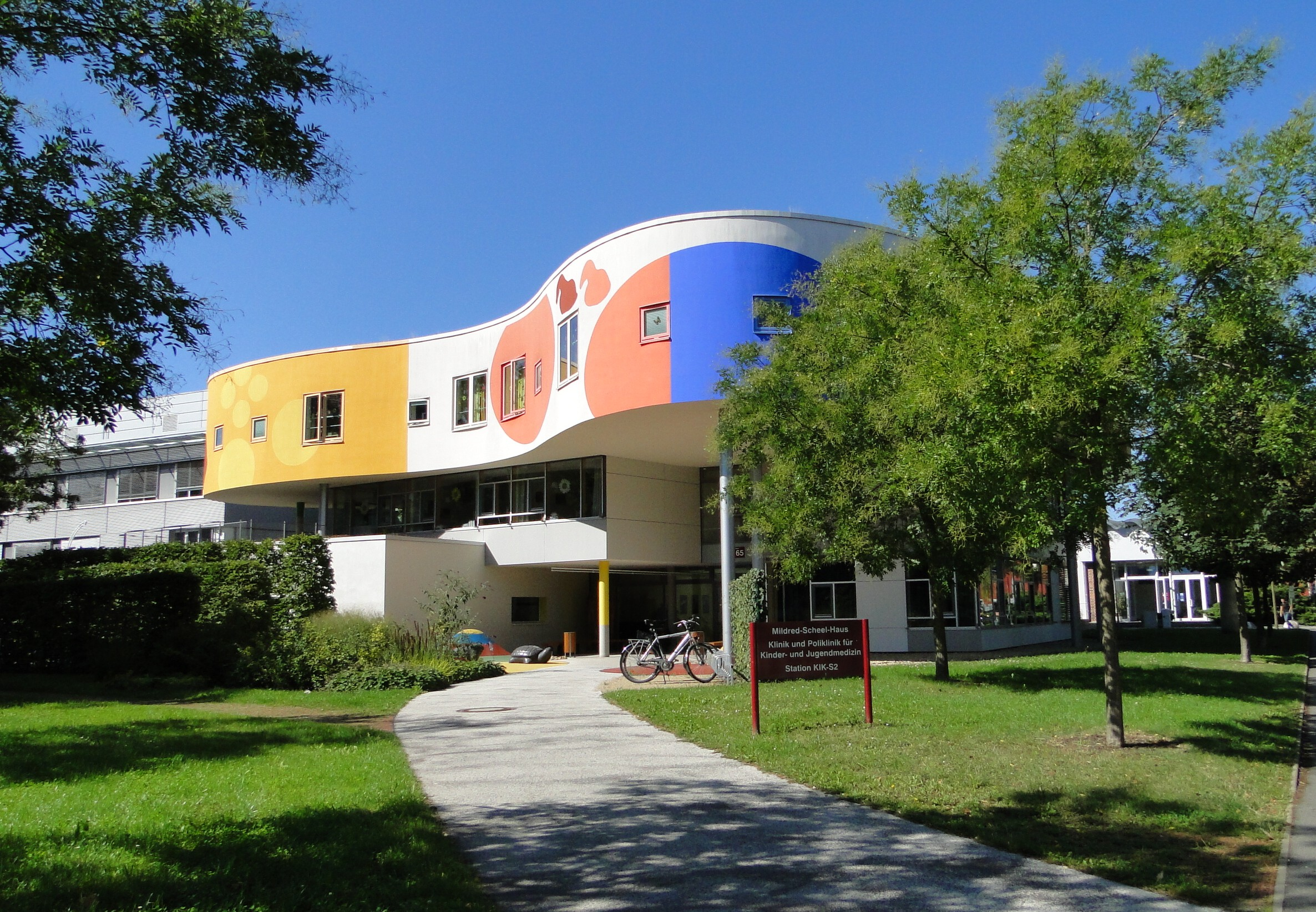
Mildred-Scheel-Haus, Dresden

- 1993: Kaufmännische Schule mit Sporthalle, Öhringen[11]
- 2002: Mildred-Scheel-Haus, Dresden[12] mit Lichtplaner Walter Bamberger[13]

Weitere Farbgestaltung:
- 1999: Wohnanlage Reichenau-Innsbruck (Architekten: Architekturwerkstatt Steidle / Jungbauer)[14]
- 2006: Solarsiedlung am Schlierberg (Architekt: Rolf Disch)[15]
- 2006: Olympisches Dorf Turin (Architekten: Steidle Architekten)[16]
- 2008: Wohnanlage Hans-Fischer-Straße, Theresienhöhe (Architekten: Steidle Architekten)[17]
- 2012: Würmtal Realschule, Gauting (Lamott.Lamott Architekten)[18][19]

## Zitat
„Ich habe jetzt ca. 90 grün ausprobiert, mit Grün kenn ich mich jetzt aus.“
Aussage von Erich Wiesner im Gespräch mit Otto Steidle im Bezug auf das Farbkonzept der Erweiterung der Universität Ulm.

## Auszeichnungen und Preise
- 1972: Will-Grohmann-Preis